# 호시노 데쓰로
호시노 데츠로(星野鉄郞, 한국명 : 철이)는 일본의 만화 은하철도 999에 나오는 가공의 인물이자 주인공이다. 일본판은 노자와 마사코, 한국판은 우문희(1980년대 MBC 방영판), 이미자(1996년 MBC 재더빙판), 최수민(비디오판)이다.

## 상세사항
| 이름        | 호시노 데쓰로(星野鉄郞)                                          |
| 출생일      | 서기 2211년(TV 애니메이션판) / 서기 2206년(극장판)               |
| 나이        | 10세(TV 애니메이션판) / 15세(극장판)                             |
| 성별        | 남                                                               |
| 출생지      | 지구 메갈로폴리스 빈민가                                         |
| 가족관계    | 아버지, 어머니                                                   |
| 성격        | 모험심이 강하고 용감하며 선량함이 있음 어머니에 대한 연민이 짙음 |
| 특기        | 사격, 전투                                                       |
| 좋아하는 것 | 일본식 라멘                                                      |
| 싫어하는 것 | 목욕, 샤워                                                       |
| 보물        | 어머니의 목걸이                                                  |
| 첫 등장     | 은하철도 999 TV 애니메이션 1화                                   |

## 소개
일본의 만화 은하철도 999의 주인공으로 나오는 소년이다. 키는 작고 짧은 다리를 가졌으며 항상 빨간색 옷을 입고있고 망토를 두르고 있으며 TV판 애니메이션 3화에서 타이탄 혹성의 노파에게 얻은 밀짚모자를 쓰고 다닌다. 
서기 2221년 지구의 메갈로폴리스 빈민촌에서 어머니와 단 둘이 살고있다. 아버지는 근로자로 알려졌지만 밤낮없이 일을 하기 때문에 귀가를 하지 못하는 것으로 보인다. 가난하게 살고있지만 모험심이 강하고 꿈이 많은 소년으로 부모님과 함께 지냈을 때만 했어도 웃음이 가득했을 정도로 행복한 삶을 보낸 것으로 보인다. 
눈이 내리던 날에 어머니와 함께 우주에서 메갈로폴리스로 운행하는 은하열차의 모습을 보면서 은하철도 승차를 바라고 있었다. 이에 그의 어머니가 눈물을 흘리며 아버지가 철이를 위한 은하철도 승차권을 사기위해 밤낮없이 일한다고 말하였으며 철이 역시 돈을 벌어야 승차권을 살 수 있다는 것을 알고 있었다. 
그러나 이러한 대화도 잠시 인간사냥을 한다는 기계백작의 무리들에 의해 표적이 되어서 어머니와 함께 쫓기게 되었다가 어머니가 기계백작이 발사한 총탄에 맞아 쓰러지면서 어머니를 부축하려고 했으나 끝내 그의 어머니는 목걸이를 유품으로 철이에게 건네주고 숨을 거둔다. 어머니를 여읜 철이는 기계백작의 눈을 피해 숨어서 자신의 어머니 시신을 거둬가는 기계백작의 모습을 보면서 반드시 원수를 갚겠다는 다짐을 한다. 
그러나 어머니를 여의고 혼자가 되어서 정처없이 눈보라 속을 떠돌다가 쓰러지게 되었다가 마침 긴 금발의 아름다운 젊은 여성 메텔에 의해 구조되어서 그녀의 집에 머무르게 되었다. 이미 메텔은 소리 탐지기를 통해서 철이와 어머니 얘기를 들었던 편으로 철이가 원한다면 은하철도 무임승차권을 줄 수 있다고 말하고 그 조건으로 자신과 같이 기계몸을 주는 행성으로 가자고 말하자 이에 동의하게 된다. 승차권을 얻은 기쁨도 잠시 철이는 소리 탐지기를 통해서 자신의 어머니를 죽인 기계 백작이 잔치를 벌이는 것을 알게되자 총을 들고 기계 백작의 집으로 달려가 기계 백작과 부하들을 사살하고 집을 불태우며 어머니의 원수를 갚게 되었다. 하지만 신고를 받고 출동한 경찰들에게 추적을 받게 되고 경찰견들의 습격을 받아 위기에 처했으나 메텔의 도움으로 구조되고 그녀의 도움을 받아 메갈로폴리스로 가게된다. 메갈로폴리스의 호텔에서 묵던 중 경찰에 의해서 발각되었으나 메텔의 도움으로 호텔을 빠져나가서 메갈로폴리스 기차역으로 가게되었고 거기에서 기계몸을 공짜로 준다는 혹성으로 가는 증기기관차 모습의 은하철도 999호를 타게 되면서 본격적인 방랑과 여정의 길을 나서게 된다. 
마지막화에서는 기계몸을 주는 혹성인 프로메슘 혹성에 들어오게 되어서 가이드로 접견나온 아가씨 미라이(한국명 : 지니)의 안내를 받으며 기계 혹성을 구경하게 되었고 메텔은 철이를 미라이에게 맡기고 자신은 부모님을 만나기위해 떨어지게 된다. 철이는 미라이의 안내를 받으며 기계 혹성의 번화가에서 유흥을 하는 기계 인간들의 모습을 보면서 뭔가 의심을 하게 된다. 그러다가 옥상에서 투신자살을 하던 중년의 기계인간을 만나게 되어서 그로부터 메텔이 프로메슘 혹성의 지배자인 프로메슘 여왕이라는 마녀의 외동딸이라는 놀랍고도 충격적인 소식을 접하게 되고 결국 성 근처에서 메텔을 부르다가 그녀를 만나서 의심하고 경계하게 된다. 그리고 미라이에 의해서 자신이 기계 혹성의 지배에 이용될 것이라는 사실을 알게되자 결국 유한한 생명이라도 보통 인간으로 살겠다며 기계 인간이 되기를 포기하게 된다. 그러나 이를 알아챈 프로메슘에 의해 반역자로 몰려서 은하철도 999에 강제로 승차되고 블랙홀로 빨려들어가게 되어서 생명의 위기를 맞이하게 되지만 메텔의 도움으로 풀려나서 다시 은하철도 999호를 이끌고 프로메슘 행성으로 되돌아간다. 
그리고 프로메슘 행성에 잠입하다가 임무를 수행하지 못해 자살을 시도하려는 미라이를 말리게되고 메텔을 만나면서 의심을 한 것에 대해서 사과한다. 여기에 미라이가 자신이 닥터 반(메텔의 아버지) 목걸이를 가져오겠다며 프로메슘에게로 다가가서 빼앗아 왔을 때 엄호를 하였으나 아쉽게도 미라이가 총탄에 맞아 숨을 거두게 되자 닥터 반의 목걸이를 들고 용암쪽으로 가게 되었으나 이를 알아챈 프로메슘이 메텔을 인질로 삼자 목걸이가 용암 쪽으로 떨어지는 틈을 타서 총으로 발사하여 떨어뜨리게 되고 프로메슘을 폭사시키는데 기여한다. 결국 프로메슘의 죽음으로 행성이 붕괴되려고 할 때 메텔과 함께 도망치면서 어렵게 999호에 승차하게 되고 폭파와 함께 사라지는 프로메슘 행성을 보면서 슬픔에 잠긴 메텔을 달래주기도 하였다. 
그리고 박쥐의 별 정거장에서 대기할 때 메텔이 건너편에 있는 777호 열차에 승차하게 된 모습을 보면서 메텔과의 이별을 직감하면서 그녀와 이별을 하게 되면서 소년 시절을 마무리한다. 

## 성격
가난한 집 안의 소년이지만 모험심이 강한 편이었으며 부모님이 계실 때만 했어도 행복하게 지낸 것으로 보인다. 하지만 어머니를 여읜 후로 특히 어머니와 닮아보이거나 그보다 젊은 여자들을 볼 때마다 자신의 어머니가 연상되는 컴플렉스가 생기기도 하여서 경우에 따라 다른 여자들을 통해서 어머니에 대한 연민을 느끼는 경우가 있다. 
불의 앞에서는 굴하지 않는 성격으로 항상 적을 만날 때마다 전투를 각오하는 성격도 있는 편이다. 

## 메텔과의 관계
메텔이 겉으로 보기에 어머니처럼 닮아서 어머니와 같다고 생각하기도 하고 때로는 자신을 보호하는 또다른 보호자와 같은 존재라고 생각하고 있다. 겉으로는 냉정하면서도 철이에게는 온화한 성격이 있어서 철이 본인도 메텔에 대한 호감이 있기도 한 편이다. 

## 기타
메텔에 비해서 키가 작고 땅딸막한 스타일 때문에 메텔과 키에서 차이가 나보인다. 메텔에 비해서 단신이다. 